# Els escombriaires de les xarxes
Els escombriaires de les xarxes (originalment en anglès, The Cleaners) és una pel·lícula documental del 2018 sobre moderadors de contingut a les Filipines que suprimeixen contingut a les xarxes socials. Està dirigida per Hans Block i Moritz Riesewieck, que també han escrit el guió juntament amb Georg Tschurtschenthaler. La versió doblada en català es va estrenar el 6 de juny de 2022 al programa 60 minuts del canal 33.
La pel·lícula va ser produïda per Gebrueder beetz filmproduktion, Grifa Filmes, Westdeutscher Rundfunk, Norddeutscher Rundfunk, Rundfunk Berlin-Brandenburg, VPRO Television i I Wonder Pictures. La distribució a Alemanya va ser assumida per Farbfilm distribution i als Països Baixos per Periscoop Film.

## Sinopsi
La pel·lícula tracta sobre els moderadors de contingut que treballen per a Facebook, YouTube i Twitter i que controlen què es permet a Internet i què s'ha d'eliminar (abocador digital). La seva tasca és supervisar i avaluar diàriament el contingut de textos, vídeos i imatges i eliminar-los o bloquejar-los si cal.
Part d'aquest contingut és lasciu, violent, dramàtic, pornogràfic i violent que la majoria de la gent que no el veu mai, sigui perquè no vol o perquè no se li permet perquè és il·legal. Els empleats estan exposats a moltes tensions traumàtiques i psicològiques, s'han d'acostumar ràpidament a l'entorn i només disposen d'uns segons per prendre decisions. La majoria de les 150.000 persones treballen a Manila, a les Filipines, on per un salari de tres dòlars dels EUA al dia es poden veure al voltant de 25.000 continguts per persona. Arrossegats amb problemes de diners en una ciutat plena de gent, molts joves filipins assumeixen aquestes feines. Molts dels moderadors de contingut són cristians catòlics i ho fan en part per assumir els pecats del món.
El documental també mostra com s'utilitzen les xarxes socials per a notícies falses, censura i manipulació d'Internet i quin paper hi tenen els moderadors de contingut.